# Grammy for Bedste rap-præstation
Grammy for Best Rap Performance er en amerikansk pris der blev uddelt af Recording Academy for årets bedste rap. Prisen gik til rapperen eller rapperne.
Prisen blev uddelt i 1989 og 1990. Siden 1991 har prisen været delt op i en pris for solister (Best Rap Solo Performance) og en pris for en duo eller en gruppe (Best Rap Performance by a Duo or Group).

## Modtagere af Grammy for Best Rap Performance
- 1990: Young MC for Bust a Move
- 1989: DJ Jazzy Jeff & the Fresh Prince for Parent's Just Don't Understand

## Se Også
- Grammy priserne.